# Дебри, Жан Антуан
Жан-Антуан-Жозеф де Бри по прозвищу Дебри (фр. Jean Antoine Debry; 25 ноября 1760, Вервен, О-де-Франс — 6 января 1834, Париж) — французский политический и общественный деятель. Президент Национального конвента Первой Французской республики (21 марта — 4 апреля 1793, 21 декабря 1796 — 19 января 1797, 20 мая 1799 — 18 июня 1799).

## Биография
В начале сентября 1791 года Дебри был избран членом Законодательного собрания Франции (1791—1792), в сентябре 1792 года стал членом Национального конвента Первой Французской республики (1792—1795), возглавлял конвент в 1793 году. Автор декларации «Отечество в опасности», которую он представил 30 июня 1792 года от имени чрезвычайной Комиссии двенадцати.
Голосовал за смертный приговор королю Людовику XVI. Проявил себя пылким республиканцем. Входил в Комитет общей безопасности (22 января 1793 — 16 июня 1793) и Комитет общественного спасения. Активно протестовал против запрета жирондистов, хотя поддерживал якобинский режим. 

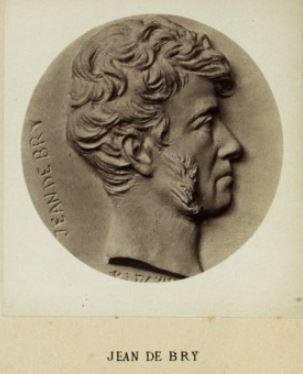

После 9 Термидора был назначен 14 термидора II года членом Комитета общей безопасности, но подвергся нападкам за жирондизм и федерализм, и в тот же день подал в отставку. Он внес предложение, принятое Конвентом 26 мессидора третьего года (14 июля 1795 г.), согласно которому «Марсельеза» стала национальной песней. Член Совета пятисот (15 октября 1795 — 26 декабря 1799). Президент Совета пятисот (21 декабря 1796 — 19 января 1797 и 20 мая — 18 июня 1799).
Назначенный Директорией вместе с Боннье и Робержо полномочным министром на Раштадтском конгрессе в 1797 году, он на обратном пути в 1799 году чудом избежал убийства, жертвами которой стали двое его коллег,  пережив тринадцать сабельных порезов. Поддерживал Бонапарта. Член Трибуната.
При Империи был назначен префектом департамента Ду и показал себя хорошим администратором, в награду за что ему был пожалован титул барона империи.
В 1816 году был объявлен цареубийцей, выдворен из страны и жил в Голландии. Вернулся во Францию в 1830 году. Похоронен на кладбище Пер-Лашез.